# Bengalia gigas
Bengalia gigas är en tvåvingeart som först beskrevs av Macquart 1846.  Bengalia gigas ingår i släktet Bengalia och familjen spyflugor. Inga underarter finns listade i Catalogue of Life.